# Вија Тренто (Тревизо)
Вија Тренто је насеље у Италији у округу Тревизо, региону Венето.
Према процени из 2011. у насељу је живело 38 становника. Насеље се налази на надморској висини од 65 м.